# Bandera de Mart

Bandera de Mart

La bandera de Mart és una senyera tricolor emprada per a representar al planeta Mart. No sent oficial en cap sentit legal, ha estat aprovada per la Mars Society i The Planetary Society, i fins i tot ha viatjat a l'espai. Duta a òrbita carregada pel transbordador espacial Discovery per l'astronauta John Mace Grunsfeld en la missió espacial STS-103, aquesta bandera representa la "futura història" de Mart. La barra vermella, situada la més propera al masteler, simbolitza Mart tal com és ara. El verd i el blau simbolitzen etapes en la possible terraformació de Mart. La popular trilogia marciana de Kim Stanley Robinson: Mart Roig, Mart Verd, i Mart Blau, va ésser la base per a la concepció de la bandera. La bandera de Mart oneja sobre la Flashline Mars Arctic Research Station (FMARS) en l'Illa Devon, Canadà.